# Avaqqat Kangerlua
Avaqqat Kangerlua är en fjord i Grönland (Kungariket Danmark).   Den ligger i kommunen Kujalleq, i den södra delen av Grönland, 600 km sydost om huvudstaden Nuuk.